# ファニー・ゴッドイン
ファニー・フェリシー・フィレンツェ・パードン=ゴッドイン （Fanny Félicie Florentine Pardon-Godin、1902年5月27日 - 2014年9月7日）は、ベルギーの長寿の女性。2012年5月11日にジャーマン・ドゥゲールが死去して以来、ベルギーで最も古い人物であった。また、ベルギー国内ではジョアンナ・デローフェルに次いで歴代2番目の長寿者。
1902年5月27日、リエージュ州のユイで生まれた。生後はフラームス＝ブラバント州の一部であるズートルーに住んでいた。ゴッドインはベルギー国内では112歳に達した2人のうちの1人であった 。
1941年にジャック・パードン（1907年 - 1977年）と結婚した。1944年に生まれた娘のクロードがいたが、孫はいなかった。109歳になるまで泳ぐことができたと言われている。  
2014年9月7日、フラームス＝ブラバント州のズートルーにある自宅で死去。112歳103日であった。